# HBC Nantes
A Handball Club Nantes egy francia férfi kézilabda-csapat, amelynek székhelye Nantesban van. 2008 óta a francia bajnokság élvonalában játszanak. 2011-ben sikerült először kivívniuk a nemzetközi kupaszereplést, akkor az EHF-kupában indulhattak. Ebben a sorozatban kétszer jutottak el a döntőig, 2013-ban a német Rhein-Neckar Löwen ellen szenvedtek vereséget, 2016-ban pedig a szintén német Frisch Auf Göppingentől. 2016-ban végeztek a bajnokságban először dobogós helyen, ennek köszönhetően a Bajnokok ligájában is bemutatkozhattak. 2017-ben, 2023-ban és 2024-ben megnyerték a Francia kupát.
A 2017-2018-as idényben bejutottak a bajnokok Ligája döntőjébe, de ott 26–32-es vereséget szenvedtek a Montpellier Handball csapatától.

## Jelenlegi keret
A 2024–2025-ös szezon játékoskerete:
| Kapusok - 01 Ivan Pešić - 16 Ignacio Biosca Balszélsők - 07 Valero Rivera - 17 Noam Leopold Jobbszélsők - 09 Théo Avelange-Demouge - 19 Kauldi Odriozola Beállósok - 05 Josida Suicsi - 11 Nicolas Tournat - 15 Matej Gaber | Balátlövők - 02 Marko Milosavljević - 03 Thibaud Briet - 06 Baptiste Bonnefond Irányítók - 04 Aymeric Minne - 10 Rok Ovniček - 14 Lucas De La Bretèche Jobbátlövők - 08 Ayoub Abdi - 13 Julien Bos |